# Batalha de Faqueque
A Batalha de Faqueque (em árabe: يوم فخ; romaniz.: yawm Fakhkh; lit. "Dia de Faqueque) foi travada em 11 de junho de 786 entre as forças do Califado Abássida e os apoiadores de uma rebelião pró-álida em Meca sob Huceine ibne Ali, um descendente de Haçane ibne Ali.
Huceine e seus apoiadores planejaram um levante em Medina durante a peregrinação anual (haje) de 786, mas foi forçada por um confronto com o governador local, Alumari. Os conspiradores se revoltaram na manhã de 16 de maio e tomaram a Mesquita do Profeta, onde os apoiadores de Huceine juraram fidelidade a ele. A revolta não conseguiu reunir apoio entre a população, e a reação da guarnição abássida impediu os rebeldes de estabelecer o controle da cidade e, por fim, confinou-os à própria mesquita. Depois de onze dias, os álidas e seus apoiadores, cerca de 300 homens, abandonaram Medina e seguiram para Meca.
Informado desses eventos, o califa Alhadi nomeou seu tio Maomé ibne Solimão ibne Ali para lidar com os rebeldes, com um exército composto principalmente de séquitos armados de vários príncipes abássidas que naquele ano haviam ido à peregrinação. Na batalha que se seguiu, no uádi de Faqueque perto de Meca, Huceine e mais de uma centena de seus seguidores foram mortos, muitos outros foram capturados e alguns escaparam fazendo-se passar por peregrinos, incluindo o futuro fundador do Califado Idríssida no que é agora Marrocos. A revolta teve um forte caráter social, com Huceine inspirando-se na revolta de 740 de Zaíde ibne Ali, e impactou as práticas xiitas dos zaiditas posteriores.

## Antecedentes
Em 748-750, a Revolução Abássida derrubou o Califado Omíada (661–750) e estabeleceu a dinastia abássida no comando do mundo islâmico. A mudança de dinastia não foi uma mera luta de sucessão, mas o culminar de um amplo movimento social e político que rejeitou o regime omíada, que foi amplamente considerado opressor, muito dependente e favorecedor de seu centro sírio com a exclusão de outras áreas, e mais preocupado com os aspectos mundanos do califado do que com os ensinamentos do Islã. Uma crença generalizada na época favorecia a substituição do governo dinástico omíada pelo de um "escolhido da família de Maomé" (al-Riḍā min Āl Muḥammad), que sozinho teria a orientação divina necessária para interpretar o Alcorão e criar um verdadeiro governo islâmico que traria justiça à comunidade muçulmana, tratando todos os muçulmanos igualmente, independentemente de sua origem. No primeiro caso, isso significava os álidas, ou seja, aqueles que afirmavam ser descendentes de Maomé via Ali. No entanto, os abássidas exploraram a imprecisão do mote ao retratarem-se também como membros da alargada "Família do Profeta" por meio de sua descendência comum do clã dos haxemitas. Esta afirmação foi rejeitada por escritores xiitas posteriores, que restringiram a participação na Família do Profeta aos álidas e, portanto, consideraram os Abássidas como usurpadores, mas esta distinção não era tão clara na época, e as afirmações abássidas parece que foram amplamente aceitas quando chegaram ao poder.
Como resultado, a relação entre a dinastia abássida e os álidas era ambivalente e sofreu muitas mudanças. Os abássidas tentaram garantir o apoio dos álidas, ou pelo menos a aquiescência, ao seu governo por meio da concessão de salários e honras na corte. No entanto, muitos deles, principalmente dos ramos zaidita e haçânida, continuaram a rejeitá-los como usurpadores, e vários se esconderam e mais uma vez tentaram despertar os descontentes contra o novo regime. O segundo califa, Almançor (r. 754–775), prendeu vários álidas, e teve que enfrentar uma grande revolta em Medina e Baçorá liderada por Maomé Nafes Zaquia em 762-763. Um parente próximo de Maomé Nafes Zaquia era Huceine ibne Ali. Seu pai, Ali Alábibe, era primo de Maomé, e sua mãe Zainabe era irmã de Maomé. Ali Alábibe era famoso por sua piedade e se ofereceu para compartilhar o destino de seus parentes, que foram presos por Almançor. Supostamente suportou a prisão com firmeza, mas morreu em 763.
Huceine, portanto, cresceu naquilo que a historiadora Laura Veccia Vaglieri descreve como "uma atmosfera de extrema piedade e de ódio secreto pelos abássidas". No entanto, tinha relações amigáveis com o terceiro califa, Almadi (r. 775–785), que lhe deu dinheiro e libertou um prisioneiro álida por sua intercessão.

## Eclosão da revolta
Pouco depois da morte de Almadi em julho de 785, Huceine e seus seguidores se revoltaram em Medina, na esperança de tirar vantagem da posição ainda instável do sucessor de Almadi, Alhadi. O historiador Atabari do início do século X registra várias tradições que sugerem que a causa imediata da revolta foi uma disputa entre Huceine e o governador abássida de Medina, Omar ibne Abezalazize ibne Abedalá, conhecido como Alumari. Alumari tentou regulamentar os movimentos dos álidas na cidade e fez com que três homens, incluindo Abul Zifete, filho de Maomé Nafes Zaquia, fossem açoitados e humilhados publicamente por desrespeitar a proibição islâmica contra o consumo de álcool; isso causou indignação entre os álidas. A situação piorou quando foi descoberto que Abul Zifete, a quem Huceine e Iáia ibne Abedalá (um meio-irmão de Muhammad Nafes Zaquia) deram garantias, havia fugido da cidade. No confronto que se seguiu com Alumari, Iáia e o governador trocaram insultos e ameaças, tornando a situação insustentável para Huceine e seus seguidores. Embora esta possa ter sido a faísca imediata para o levante, a partir das passagens subsequentes de Atabari, é evidente que um levante havia sido planejado há algum tempo, incluindo o recrutamento de cufanos que estavam secretamente à espera na cidade, e a esperança de ajuda dos simpatizantes que realizaram a peregrinação. A motivação para a revolta não é clara; escritores xiitas posteriores afirmam que isso resultou da postura antiálida do novo califa, mas há indícios de que em seus últimos anos o próprio Almadi passou de uma política conciliatória à hostilidade em relação aos álidas, causando grande descontentamento entre os xiitas.
Tendo discutido com o governador, os conspiradores decidiram partir na manhã seguinte (provavelmente 16 de maio). Iáia ibne Abedalá foi prender Alumari em sua residência, mas o último já havia se escondido. Cerca de 26 álidas e alguns de seus apoiadores se reuniram na Mesquita do Profeta, onde Huceine subiu ao púlpito vestido de branco e usando um turbante branco.[a] Os rebeldes teriam forçado o muezim a pronunciar a convocação à oração matinal numa formulação xiita, que foi o que alertou Alumari de que algo estava acontecendo. A maioria das pessoas se viraram ao verem Huceine no púlpito, mas seus seguidores começaram a chegar e jurar lealdade a ele como califa e imame e como al-Murtaḍā min Āl Muḥammad, "Aquele da casa de Maomé que agrada a Deus". A denominação Almortada foi evidentemente adotada como o título real de Huceine à moda dos califas abássidas. Seja por causa da rivalidade entre os ramos haçânida e huceinida, ou porque pensaram que o levante estava fadado ao fracasso, dois dos álidas presentes recusaram seu apoio. Um deles, Muça ibne Jafar Alcadim, que é considerado o sétimo imame do xiismo duodecimano, teria alertado Huceine que suas ações só resultariam em sua morte.
Os rebeldes reunidos foram confrontados por cerca de 200 homens da guarnição abássida local, com Alumari e um certo Calide Albarbari à frente. Calide avançou com o objetivo de matar Huceine, mas foi derrubado por Idris ibne Abedalá e Iáia ibne Abedalá, irmãos de Maomé Nafes Zaquia; animados, os rebeldes atacaram as tropas abássidas, que fugiram. Com os partidários abássidas repelidos, Huceine se dirigiu a seus seguidores, concluindo seu discurso com uma declaração e juramento:
| “ | Ó gente! Eu sou o Mensageiro da descendência de Deus, no Mensageiro do recinto sagrado de Deus, no Mensageiro da mesquita de Deus e sentado no púlpito do Profeta de Deus! Eu o convoco ao Livro de Deus e à Suna de Seu profeta, e se eu não cumprir isso para ti, então não tenho direito de obediência a ti. | ” |
|   | — Retransmitido por Atabari, traduzido por C. E. Bosworth. |   |

A revolta não conseguiu encontrar muitos adeptos; de acordo com Atabari, "o povo de Medina trancou suas portas". Na manhã seguinte, a luta entre os guerrilheiros álidas (Almobaídas, os "portadores de branco") e os abássidas (Almuçauídas, os "portadores de preto") se espalhou pela cidade, com os abássidas expulsando os álidas. Novas tropas abássidas sob o comando de Mubaraque Aturqui chegaram no dia seguinte, animando os guerrilheiros abássidas. Depois de mais um dia de combates ferozes, interrompidos apenas durante as horas quentes do meio-dia, os álidas ficaram confinados à área da mesquita, enquanto os abássidas usaram a residência do governador como base. O confronto durou onze dias, durante os quais os álidas, com o fracasso em proteger a cidade, reuniram suprimentos à viagem. Com cerca de 300 seguidores, Huceine deixou a cidade em 28 de maio de 786. Em seu rastro, deixaram a mesquita num estado de sujeira, contaminados com os ossos dos animais que os sitiados álidas comiam, e suas cortinas cortadas para fazer cafetãs, levando à indignação geral entre os medinenses.

## Confronto em Faqueque
Com seus 300 homens, Huceine rumou para Meca. No caminho, foi acompanhado por simpatizantes daquela cidade. Nesse ínterim, Alhadi montou uma resposta armada à revolta de Huceine. Vários príncipes abássidas estavam retornando de sua peregrinação a Meca, e um deles, Maomé ibne Solimão ibne Ali (primo de Almançor), havia levado uma forte escolta para proteger sua caravana dos ataques beduínos. Alhadi nomeou Maomé para lidar com os rebeldes; voltou para Meca, onde se juntou ao séquito armado de todas as elites abássidas que haviam estado na cidade: as fontes referem-se a 130 homens montados em cavalos e algumas mulas, 200 em jumentos e um número não especificado de infantaria. Depois de um desfile pela cidade que provavelmente foi planejado para intimidar qualquer simpatizante pró-álida, o exército abássida acampou em Du Tua, nos arredores da cidade.
À medida que os álidas e seus apoiadores se aproximavam, os dois exércitos se confrontaram em 11 de junho, no uádi de Faqueque, cerca de 4 quilômetros (2,5 milhas) a noroeste de Meca. A força abássida era liderada pelos príncipes Alabás ibne Maomé e Muça ibne Issa à esquerda, Maomé ibne Solimão à direita e o comandante coraçani Muade ibne Muslim no centro. A batalha começou ao amanhecer, e as forças álidas se concentraram na ala esquerda dos abássidas. Quando Maomé ibne Solimão foi vitorioso em sua ala, liderou a direita e centro abássidas contra o grosso do exército álida, que havia sido "reunido como se fosse uma bola compacta de linha", nas palavras de Atabari , resultando numa derrota álida. Durante a batalha, os abássidas ofereceram clemência (amã), mas Huceine recusou, lutando até ser morto. Sua cabeça decepada foi levada para Alhadi, que a enviou para o Coração como um aviso aos xiitas locais.
Mais de cem de seus seguidores caíram e foram deixados insepultos no campo de batalha por três dias; mas outros aproveitaram o amã para se renderem. Abul Zifete foi um deles, rendendo-se ao seu tio, Maomé ibne Solimão; mas ele foi morto por Ubaide Alá ibne Alabás a pedido de seu pai, Alabás ibne Maomé, e Muça ibne Issa, levando a uma disputa feroz entre os príncipes abássidas. Dos álidas feitos prisioneiros, um irmão (Solimão) e um filho (Haçane) de Maomé Nafes Zaquia foram executados em Meca, enquanto Alhadi executou pelo menos três outros prisioneiros álidas em Baguedade. Muitos álidas conseguiram escapar da batalha misturando-se aos peregrinos. Entre eles estavam Idris e Iáia, os irmãos de Maomé Nafes Zaquia. Idris acabou se mudando para o Magrebe e em 789 estabeleceu o Califado Idríssida na área do Marrocos moderno, enquanto seu irmão Iáia levantou uma revolta em Dailão em 792. Com a notícia da derrota dos álidas, Alumadi queimou as casas deles e de seus apoiadores e confiscou suas propriedades.

## Impacto
Fontes xiitas proclamam que o levante de Huceine teve um caráter "zaidita", ou seja, uma dimensão social que o distingue da revolta principalmente "legitimista" de Maomé Nafes Zaquia. A fórmula do juramento de lealdade prestado a Huceine era semelhante à de Zaíde ibne Ali em 740, incluindo promessas de defender os oprimidos e reparar as injustiças. A historiadora Laura Veccia Vaglieri destaca que na fórmula de Huceine, "o dever dos súditos de obedecê-lo dependia dele cumprir as promessas que havia feito", algo emulado um século depois por Alhadi Ila Alhaque Iáia, quando fundou um Estado zaidita no Iêmem. Durante sua breve residência em Medina, também prometeu liberdade aos escravos que se juntaram a ele, mas diante dos protestos de seus senhores de que este era um ato ilegal, teve que devolver alguns deles.
O uádi de Faqueque passou a ser conhecido como Axuada ("os mártires") e assumiu uma posição de destaque no martirologia xiita, já que em número de álidas caídos, perdia apenas para a Batalha de Carbala. O fracasso da revolta exemplificou a fraqueza da posição dos álidas e também o relativo sucesso das políticas de Almadi em reduzir o perigo que representavam para o regime. Em suas consequências, muitos álidas se dispersaram do Hejaz para a periferia do mundo islâmico, em áreas como o Magrebe e o norte do Irã, com repercussões de longo alcance, pois trouxeram aliados álidas para essas regiões.